# Fenolszagú csiperke
A fenolszagú csiperke (Agaricus iodosmus) a csiperkefélék családjába tartozó, kertekben, parkokban termő, enyhén mérgező, kellemetlen szagú gombafaj.

## Megjelenése

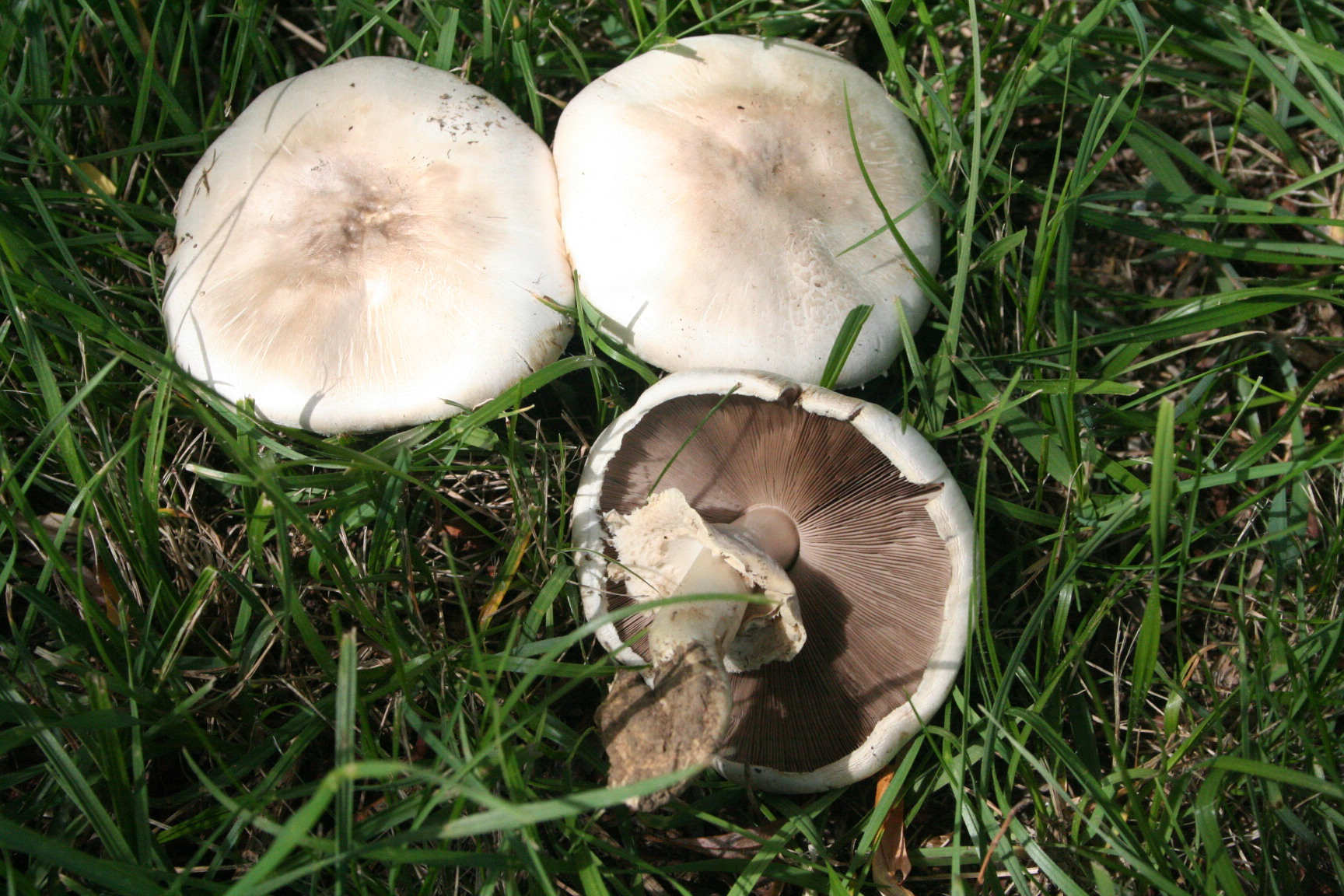

A fenolszagú csiperke kalapjának átmérője 5–12 cm átmérőjű, fiatalon félgömb alakú, ami aztán ellaposodik. Szélein fehéres, a közepén halványan szürkés-barnás színű. Közepe kissé pikkelyesedik. Száraz időjárás esetén a kalap felszíne berepedezhet. A nyomás helye krómsárgán elszíneződik. A kalap húsa vastag, fehér; a vágás helye a tönk közelében élénksárgára színeződik, idővel barnul. Kellemetlen vegyszerszaga (fenol) van.
Lemezei sűrűn állnak, a tönknél felkanyarodnak, nem nőnek hozzá. A fiatal gomba lemezei szürkésfehérek, később hússzínűek, majd sötétbarnák lesznek. Spórapora barna, spórái oválisak, 5,5-6,5 mikrométer hosszúak, 4,3-5,3 mikrométer szélesek.
Tönkje 5–12 cm magas, 2–3 cm vastag. Fehér színű, töve felé keskenyedő, nyomásra elsárgul. Gallérja vastag, pereme barnás színű.
Enyhén mérgező gomba, gyomor- és bélpanaszokat okoz, de kellemetlen szaga miatt egyébként sem fogyasztható. 

### Hasonló fajok
Hasonlít hozzá az ízletes csiperke és a komposztcsiperke, amelyek termőhelye hasonló, de azok nyomásra-vágásra nem sárgulnak. Az akáccsiperke kissé sárgul, de az homokos talajú akácligetekben él.
Szagában is hasonlít hozzá a karbolszagú csiperke, egyes mikológusok alfajának tekintik a fenolszagú csiperkét.

## Elterjedése és élőhelye
Európában honos.
Kertekben, parkokban, temetőkben, általában bolygatott, művelés alatt álló területeken előforduló, viszonylag gyakori gombafaj. Májustól novemberig terem.